# 韓国鉄道公社392000系電車
韓国鉄道公社392000系電車 (かんこくてつどうこうしゃ392000けいでんしゃ）は、大慶線での運行のために導入された韓国鉄道公社の通勤形車両である。
2両編成9編成の計18両が試運転中。

## 概要
2024年12月14日に開業した大邱圏初の広域電鉄用の車両。また、ライトレールを除き大型車両の中では初の2両固定編成となる。車両は現代ロテム製最新型の「チュドゥンイ」の後期タイプとなっている。
全車が電動車となっているが、それぞれ先頭車側の台車は付随台車、内側の台車は電動台車の、0.5M方式を採用しており実質1M1Tとなっている。
なお、今まで導入されてきた車両の保安装置は日立レールやボンバルディア、シーメンスなどの外国から輸入する形で導入していたが、この車両は国産型となる韓国型列車制御システム「KTCS-2」を採用した。これは欧州規格対応信号システムのETCSをベースとし、無線通信網を韓国第4世代無線通信網（LTE-R型）にアレンジしたものである。そのため、ETCSシステムと互換性があり、KTCS-2はETCS Level 1（日本のATS-Pに相当）とETCS Level 2（日本のデジタルATCに相当）に対応するが、大慶線ではETCS Level 1のみ使用される。

全編成が大邱車両事業所に所属。